# زعفران عليا (مقاطعة إسلام آباد غرب)
زعفران عليا (بالفارسية: زعفران علیا) هي قرية تقع في كرمانشاه في إيران. يقدر عدد سكانها بـ 373 نسمة بحسب إحصاء 2016.